# Horten Ho 229

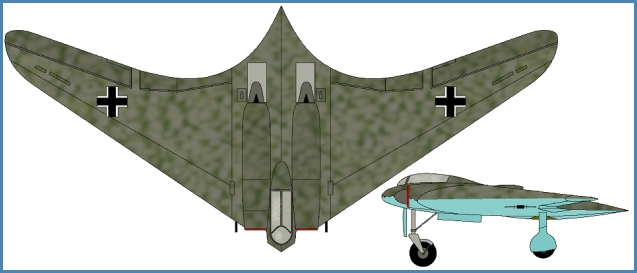
KN Horten Ho9V3 Go229 1945.

El Horten Ho-IX (sovint anomenat Ho 229 o Gotha Go 229 a causa de la identitat dels escollits com a fabricants de l'aeronau) va ser un prototip de caça bombarder que va arribar tard a la Segona Guerra Mundial, dissenyat pels germans Horten —pioners en els avions d'ala total sense cua i oficials de la Luftwaffe— i construït per Gothaer Waggonfabrik. Es tracta del desenvolupament favorit del cap de la Luftwaffe alemanya, el Reichsmarschall Hermann Göring, i va ser l'única aeronau que va apropar-se als requisits de prestacions del programa «3×1000»: Transportar 1.000 quilograms d'explosius a una distància de 1.000 quilòmetres a una velocitat de 1.000 quilòmetres per hora.

## Història i desenvolupament

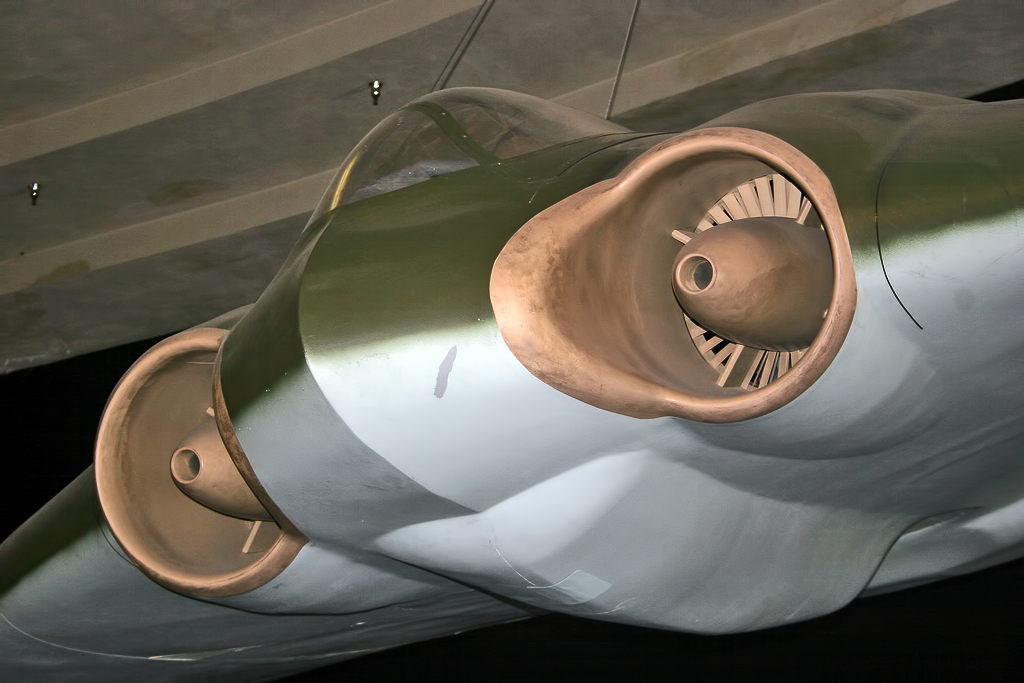
Rèplica d'un Horten Ho 229

A principi dels anys 30 del segle xx els germans Reimar i Walter Horten, mestres en el disseny d'avions sense cua, es van interessar en el disseny de l'ala volant com a mètode per millorar el rendiment dels planejadors. Van fer inicialment, cap el 1931, una sèrie de velers perquè el govern alemany finançava clubs de planadors, ja que la producció d'avions militars era prohibida pel Tractat de Versalles després de la Primera Guerra Mundial. El disseny d'ala volant eliminava qualsevol «resistència innecessària», i les superfícies, almenys en teoria, tenen poca resistència a l'avanç. Una ala volant permet una configuració amb característiques similars a un planador amb ales que són més curtes i, per tant, resistents, i sense la necessitat de patir la resistència a l'avanç que imposa el fuselatge.

### Programa 3x1000
L'any 1943, el Reichsmarschall Göring va publicar una sol·licitud de propostes de disseny per produir un bombarder que fos capaç de transportar 1.000 kg de càrrega a més de 1.000 km i a 1000 km/h: el Programa 3×1000. Els bombarders convencionals alemanys podrien abastar els centres de comandament aliats a la Gran Bretanya, sense que es patissin les pèrdues devastadores a mans dels caces aliats. En aquell moment no havia manera d'acomplir aquests objectius.
Els Horten consideraven que la baixa resistència de vol del disseny de l'ala podia acomplir tots els objectius: mitjançant la reducció de la resistència aerodinàmica, la potència de creuer pot ser reduïda fins al punt d'acomplir altres requisits. Van presentar el seu projecte privat (i estretament vigilat), el Ho IX, com a base del bombarder. El Ministeri de l'Aire del Reich (Reichsluftfahrtministerium) va aprovar la proposta dels Horten però va ordenar l'addició de dos canons de 30 mm, com que consideraven que els aparells també podrien ser útils com a caces perquè tenien un velocitat màxima estimada significativament més alta que la de qualsevol aeronau aliada.

### Construcció majoritàriament de fusta
El Ho 229 va ser construït en forma mixta, secció central i cabina del pilot en estructura de tubs d'acer i la resta de fusta. Caldria fusta els aliatges lleugers com el duralumini eren molt escassos. Un dels germans Hurten assegurava que es va afegir carbó als contraxapats i a la pintura per atenuar la visibilitat davant el radar britànic, i per això va ser un dels pioners del sigil·li aeri, tot i que es va demostrar que el seu baix perfil de radar era per la construcció en fusta com el DH-98 Mosquito. A més, els Horten van haver d'enfortir la fusta contraxapada pel vol transònic. El control de l'aparell es feia mitjançant alerons (alabeig i profunditat), direcció (mitjançant aerofrens a les puntes de les ales) i flaps. L'avió tenia un tren d'aterratge retràctil en forma de tricicle i un paracaigudes de fre per als aterratges. El pilot s'asseia sobre un primitiu seient d'ejecció impulsat per un ressort.

### Proves i avaluació
El primer Ho IX V1, que va ser un planador sense motor —fins aleshores l'especialitat dels germans Horten—, va volar l'1 de març de 1944. Va seguir-lo, al desembre de 1944, el Ho IX V2 amb motor Jumo 004. Havien triat el motor BMW 003 però aquell no era disponible. Göring va creure immediatament en el disseny i va ordenar produir-ne una sèrie de 40 avions a Gotha com a RLM Horten Ho 229 abans que es designés amb el seu nom definitiu.
El programa es va ressentir quan l'únic Ho IX V2 es va estavellar després que un motor s'aturés a 8.800 metres, el 18 de febrer de 1945, després de només dues hores de vol. El pilot de proves, Erwin Ziller, va intentar salvar el prototip però es va estavellar als afores de la pista i va sortir projectat de l'aparell i va morir dues setmanes més tard a conseqüència de les seves ferides. Malgrat aquest fet, es va ordenar la fabricació de més de vint prototips i avions de preproducció. El 12 de març de 1945, el Ho 229 es va incloure en la Jäger-Notprogramm per accelerar la producció d'armes de baix cost.

### Operació Paperclip

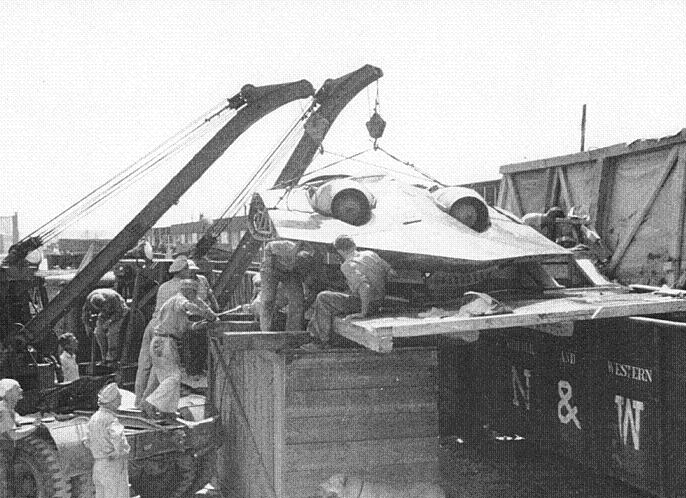
Nord-americans descarregant el Horten Ho 229 V3 capturat.

Durant les etapes finals de la guerra, militars dels Estats Units van iniciar l'Operació Paperclip, un esforç de diversos organismes d'intel·ligència per apropiar-se d'armes avançades de recerca alemanyes, i per evitar que aquesta tecnologia caigués en mans de les tropes soviètiques. Un planador i el Horten Ho 229 V3, que era en la fase del muntatge final, van ser recuperats i enviats a Northrop Corporation als Estats Units per a examinar i avaluar.

### Preservats en l'actualitat
El petit prototip de Northrop (N9M-B) i una ala planadora de vol Horten (Ho IV) s'exposen al Museu d'Avions de la Fama al sud de Califòrnia. L'únic fuselatge supervivent de Ho 229, el V3, és a la Sala Paul I. Garber del Museu Nacional de l'Aire i l'Espai a Suitland a l'estat de Maryland. Diverses cèl·lules parcialment construïdes van ser destruïdes pels nord-americans per evitar que caiguin en les mans de les forces soviètiques que ocupaven l'est d'Alemanya el 1945. El Ho 229 va ser capturat pel VIII Cos del General Patton.

## Variants
- Ho IX V1 planador, construït i 1 en vol.
- Ho IX V2 primer prototip, construït i 1 en vol.

### Evolució Gotha
- Ho 229 V3
  - Preses d'aire revisades. 1 capturat en producció.
- Ho 229 V4
  - Només diferències menors al V3, construït en Friedrichroda, només el marc tubular acabat.
- Ho 229 V5
  - Només diferències menors al V3, construït en Friedrichroda, només el marc tubular acabat.
- Ho 229 V6
  - Versió monoplaça definitiva, maqueta en Ilmenau.

### Esdeveniments del Horten
- Ho IX b (també designat V 6 i el 7 per V Horten)
  - Entrenador de combat o nocturn de dos seients — no construït.
- Ho 229A-0
  - Versió de combat de producció accelerada basada en el Ho 229 V6, no construït.

## Especificacions (Horten Ho IX 229 -Gotha Go 229-)

### Característiques generals
- Tripulació: 1 pilot
- Càrrega: 2.000 kg (4.408 lb) bombes
- Longitud: 7,77 m
- Envergadura: 16,75 m
- Altura: 2,8 m (9,2 ft)
- Pes buit: 4.600 kg (10.138,4 lb)
- Pes carregat: 9.000 kg (19.836 lb)
- Planta motriu: 2× Turboreactors Junkers Jumo 004B (disseny final).
  - Empenta normal: 8,8 kN (900 kgf; 1.984 lbf) d'empenta lineal cadascun.
    - Disseny inicial: 2x Hirth motoren de 60 kW (80 HP; 81 CV) d'empenta cadascun.
    - Disseny següent: 2x Argus de 179 kW (240 HP; 243 CV) d'empenta cadascun.

### Rendiment
- Velocitat màxima operativa (Vno): 977 km/h (607 MPH; 528 kt) a 12.000 metres d'alçada.
- Abast en combat: 1.300 km (702 nmi; 808 mi) Màxima: 1.900 km / 3.170 km amb dos tancs extra rebutjables a 635 km/h
- Sostre de vol: 16.000 m (52 493 ft)

### Armament
- Canons: 4× Mk 103 o Mk 108 de 30 mm
- Punts d'ancoratge: 2 para cargar una combinación de: 
  - Bombes: 2 bombes SC de 1000 Kg en ancoratges sota les ales cadascuna.

## Curiositats
- El seient ejectable era molt perillós, ja que, si l'impactava una bala o l'expulsió era molt ràpida, el contenidor de gas podia explotar i matar el pilot.